# Signo clínico

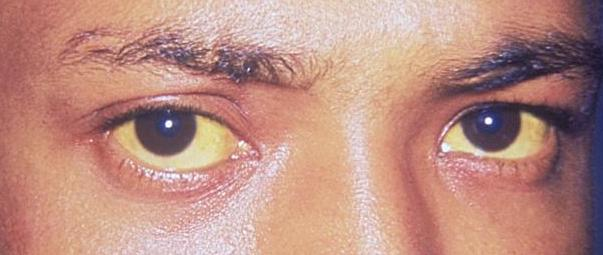
La ictericia es un signo clínico.

Los signos clínicos (también signos) son las manifestaciones objetivas, clínicamente fiables, y observadas en la exploración médica, es decir, en el examen físico del paciente, a diferencia de los síntomas, que son elementos subjetivos, señales percibidas únicamente por el paciente como, por ejemplo, el dolor, la debilidad y el mareo. La semiología clínica es la disciplina de la que se vale el médico para indagar, mediante el examen psicofísico del paciente, sobre los diferentes signos que puede presentar.

## Ejemplos
- acropaquia (agrandamiento de los dedos y de los brazos)
- adenopatía (inflamación de los ganglios linfáticos)
- ascitis (líquido en el abdomen)
- caquexia (desnutrición extrema)
- edema (acumulación de líquido en el espacio extracelular)
- eritema (enrojecimiento de una zona del cuerpo)
- esplenomegalia (agrandamiento del bazo)
- estornudo (expulsión violenta y ruidosa del aire de los pulmones que se realiza por la nariz y la boca mediante un movimiento involuntario y repentino del diafragma)
- exoftalmia (propulsión notable del globo ocular)
- fiebre (temperatura corporal mayor de 37 °C)
- ginecomastia (agrandamiento de las mamas en el hombre)
- hepatomegalia (agrandamiento del hígado)
- hemoptisis (esputos con sangre de los pulmones)
- hipo (es la contracción involuntaria del diafragma)
- ictericia (piel y mucosas amarillas)
- tos